# Athyrium elmeri
Athyrium elmeri är en majbräkenväxtart som beskrevs av Edwin Bingham Copeland. Athyrium elmeri ingår i släktet Athyrium och familjen Athyriaceae. Inga underarter finns listade.